# Alfred Andersen-Wingar
Alfred Andersen-Wingar (Christiania, 15 oktober 1869 – aldaar 21 april 1952) was een Noors violist, altviolist, dirigent en componist in het laatromantisch repertoire.

## Achtergrond
Alfred Nikolai Andersen werd geboren binnen het gezin van muziekpedagoog Christian August Andersen (1843-1910) en Anne Marie Nielsen (1844-). In 1897 huwde Alfred Anne Marie Belsjø (1869-), een dochter van een havenmeester.

## Muziek
Andersen-Wingar kreeg zijn muzikale opleiding van Alfred Paulsen en  componist Johannes Haarklou in Oslo en van Jules Massenet en André Gedalge in Parijs. Van 1886 tot 1890 was hij violist van het Tivoli-orkest, vervolgens trad hij in 1890 in dienst bij het orkest van het Christiania Theater en verhuisde in 1899 mee naar het Nationaltheatret. In 1905 stapte hij daarop en ging als altist werken bij het Christiania Musikforeningen, de voorloper van het Oslo Filharmoniske Orkester. Van 1911 tot 1918 gaf hij leiding aan de populaire concerten in het Calmeyergatens Misjonshus. De concerten waren populair omdat de prijzen er laag werden gehouden. Hij kon daarbij kiezen uit solisten als Øyvind Aasekjær, Henny Jensen, Hans Ingi Hedemark, Ragna Wettergreen, Thorvald Lammers, Lulle Haanshus, Johannes Berg-Hansen, Marie Flagstad,  Einar Melling, Edvard Sylou-Creutz, Emil Nielsen, Carl Struve, Rolf Brandt-Rantzau, Eidé Norena, Ingeborg Storm Rasch, Hildur Arntzen, Bjarne Brustad, Fridthjof Kristoffersen, Solveig Holtan, Jacob Endregaard, Karl Nissen, Nils Larsen, Elsa Wagner, Else Nikitits Jørgensen, Ellen Gulbranson, Solveig Holtan, Mary Barratt Due,  Tia Wold,  Annie Wignall-Meyer, Sverre Dahl ,Katinka Storm, Reidar Kaas, Louise Gedde Dahl, Agathe Backer-Grøndahl Elisabeth Munthe-Kaas, Marta Vestby, Agnes Hanson-Hvoslef, Albert Westvang, Eyvind Alnæs Astrid Lons, Leif Halvorsen, Gina Oselio, Johan Backer Lunde, Erling Krogh, Oscar Gustavson, Finn Grüner-Hegge , Cally Monrad en Ignaz Neumark.

## Componist
In de tussentijd werkte Andersen-Wingar ook als componist. Bijna al zijn werken behoren inmiddels tot het vergeten repertoire, op zijn werk orkestsuite Najadene na.

### Werken
- opus 23: Concertstuk voor klarinet en orkest dan wel piano
- Symfonie in A majeur (uitgevoerd 11 december 1904) Nationaltheatret-orkest o.l.v. Johan Halvorsen
- Symfonie in d mineur
- Symfonie in g mineur
- Symfonie in C majeur
- Frithjof og Ingeborg (opera/operette)
- Die alte Methode (opera/operette)
- Les Naïades (suite)
- Iraka (suite, 1916)
- Douce souvenances (1903)
- La vie (1907)
- Fantasi over norske folketoner elle klaver
- toneelmuziek bij Hedda Habler (1901) en Bygmester Solness van Henrik Ibsen
- toneelmuziek bij Vasantasena (Orientalsk intermezzo, 1912)
- Vioolconcert 1
- Vioolconcert 2
- Aantal liederen
- Arrangement van Rektah, een oud Indiaas melodie (1916)
- Orkestratie vanb Crescendo van Per Lasson
- Bonvivant (Humoristische mars, uitgeverij Warmuth Musikforlag)
- 14 gamle østfold-danser

- Bibsys: 97034581
- International Standard Name Identifier: 0000 0003 6572 8038
- KulturNav: 9cc0f428-fbf0-40ff-89cc-0e9c7c348c2c
- Virtual International Authority File: 230300360